# Archaeopithecus
Archaeopithecus es un género extinto de la familia Archaeopithecidae, pertenecientes al suborden de los Typotheria (mamíferos de la familia Notoungulata), que habitaron en América del Sur durante el Oligoceno. El género consta de tres especies:
- A. alternans.
- A. rigidus.
- A. rogeri.

Los fósiles de este taxón han sido hallados en la localidad Gran Hondada (Formación Sarmiento), ubicada en Chubut, Argentina, un emplazamiento rico en fósiles de mamíferos notoungulados, los cuales han sido hallados en depósitos de canales fluviales. Los fósiles encontrados datan del periodo Oligoceno, y geológicamente se han identificado en cuatro "edades mamífero": Casamayorense, Mustersense, Deseadense, y Colhuehuapense.